# Aoibhinn Ní Shúilleabháin

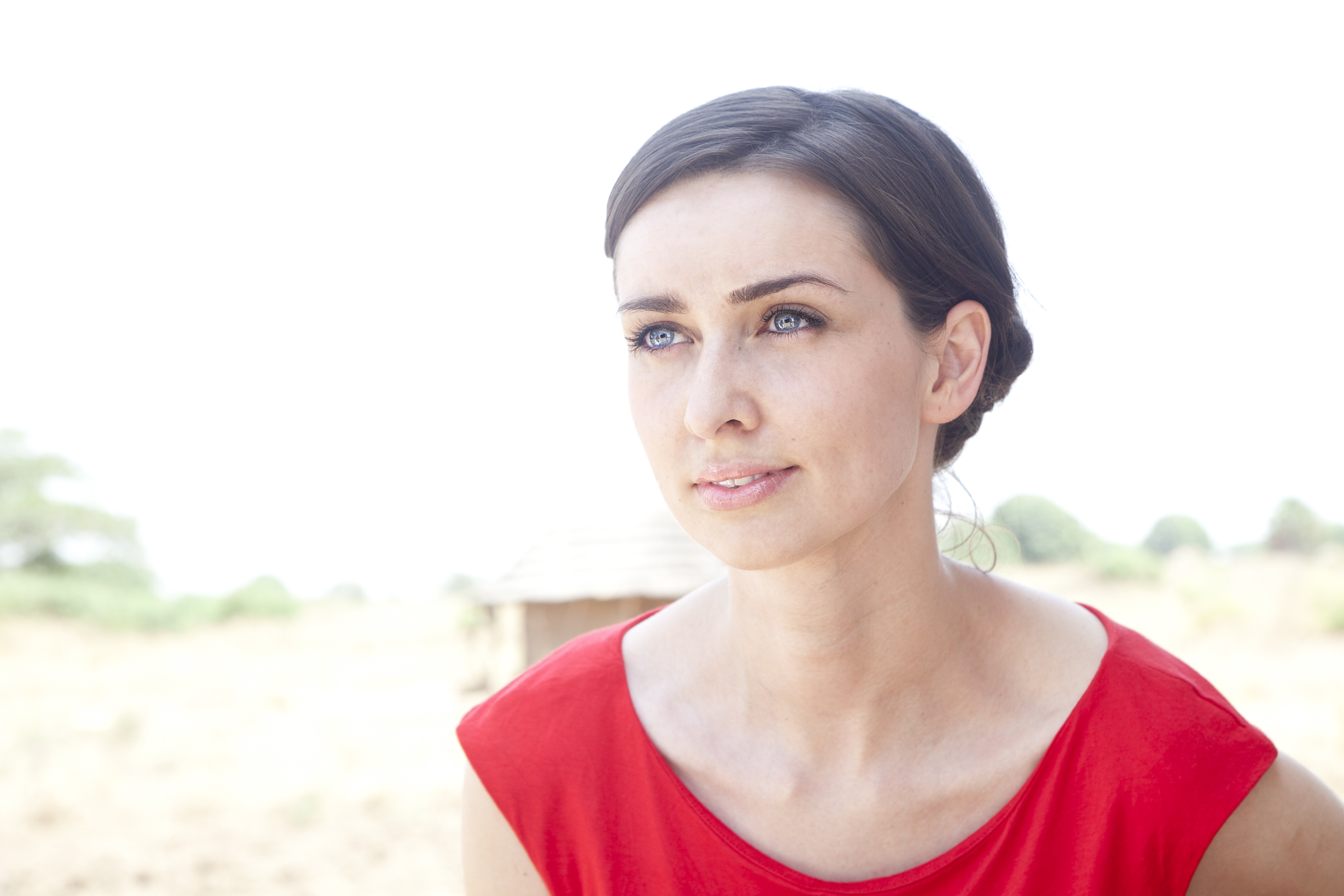
Aoibhinn Ní Shúilleabháin (2012)

Aoibhinn Ní Shúilleabháin [ˈiːvʲɪn̠ʲ nʲiː ˈhuːl̠ʲəˌvˠɑːnʲ] (* 1983 in Castlebar, Irland) ist eine irische Musikerin, Fernseh- und Hörfunkmoderatorin. Sie ist die Gewinnerin des Rose of Tralee 2005.

## Leben
Aoibhinn Ní Shúilleabháin wurde als älteste Tochter zweier Lehrer geboren. Sie hat fünf jüngere Brüder, mit denen sie gemeinsam Mitglied bei Comhaltas Ceoltóirí Éireann, dem Verband irischer Musiker, ist. Sie gewann bereits im Bereich Gesang den nationalen Musikwettbewerb Fleadh Cheoil. Nach ihrem Schulabschluss studierte sie Theoretische Physik am University College Dublin. Im Jahr 2009 begann sie am Trinity College der University of Dublin ein Studium zur Lehrerin. Während des Studiums lehrte sie bereits Mathematik, Physik und Irische Sprache. Seit 2011 schreibt sie am selben College im Bereich Mathematikschulunterricht ihre Dissertation.
Nationale Bekanntheit erlangte Ní Shúilleabháin mit dem Gewinn des renommierten Rose of Tralee. Nachdem sie den Vorentscheid bei einem lokalen Mayo Rose am 15. Juni 2005 in ihrer Heimatstadt Castlebar mit dem Lied Summerfly von Maura O’Connell und eigener Gitarrenbegleitung gewann, tourte sie durch das Land und galt bereits vor dem Rose of Tralee am 23. August 2005 als große Favoritin. Ihre Siegesehrung wurde vom nationalen Fernsehsender RTÉ Television ausgestrahlt, wobei eine Einschaltquote von 75 % erreicht wurde.
Im Jahr 2007 tourte Ní Shúilleabháin als Leadsängerin von Ragús, einer traditionell-irisch orientierten Band, durch Japan, den USA und Europa. Während der Konzerte zeichnete sie sich durch das Spiel der Konzertina und den Sean-nós-Gesang aus. 2007 war sie auch Mitglied der Comedy-Show The Panel auf RTÉ Two und 2008 nahm sie an der Show RTÉ One auf RTÉ One teil. Während ihres Studiums moderierte sie vereinzelte Veranstaltungen der Science Gallery. Sie war im Juli 2010 außerdem Botschafterin für Seachtain na Gaeilge, einem Verein zum Erhalt und Förderung der irischen Sprache. Im Juli 2009 war sie für sechs Folgen Moderatorin der Fernsehshow The Reel Deal. Aktuell moderiert sie gemeinsam mit Joe Lindsay die Reisesendung Getaways. Im Jahr 2013 war sie ebenfalls als Moderatorin für die zehnwöchige Radiosendung Aoibhinn and Company auf RTÉ Radio 1 zu hören.
Im Mai 2009 wurde bekannt, dass Ní Shúilleabháin mit dem irischen Talkshowmoderator Ryan Tubridy liiert ist.